# Håndboldligaen 2000/01
Die Håndboldligaen 2000/2001 war die 65. Spielzeit der höchsten dänischen Spielklasse im Handball der Männer.

## Modus
In dieser Saison spielten im Grunddurchgang (dänisch Grundspil) 14 Mannschaften im Modus „Jeder gegen jeden“ mit je einem Heim- und Auswärtsspiel.
Im Halbfinale traten die besten vier Mannschaften über Kreuz im Modus Best-of-3 gegeneinander an. Die Sieger der Halbfinals spielten im selben Modus im Finale (dänisch Finalekampe) um die dänische Meisterschaft. Der dänische Meister der Saison 2000/01 nahm an der EHF Champions League 2001/02 teil. Die zweitplatzierte Mannschaft nahm am EHF-Pokal 2001/02 teil. Der Pokalsieger des Jahres 2000, Viborg HK, nahm am Europapokal der Pokalsieger 2001/02 teil.
Die beiden schlechtestplatzierten Mannschaften des Grunddurchgangs stiegen in die zweite dänische Liga ab. Die Mannschaften auf den Plätzen 11 und 12 spielten in der Relegation gegen die Zweitplatzierten der 1. Division Vest und der 1. Division Øst.

## Grunddurchgang
| Rang                                             | Mannschaft           | Spiele | Punkte |
| ------------------------------------------------ | -------------------- | ------ | ------ |
| 01                                               | KIF Kolding          | 26     | 43     |
| 02                                               | GOG (M)              | 26     | 38     |
| 03                                               | Frederiksberg IF     | 26     | 36     |
| 04                                               | Virum-Sorgenfri HK1  | 26     | 34     |
| 05                                               | Skjern Håndbold      | 26     | 32     |
| 06                                               | Bjerringbro FH (N)   | 26     | 31     |
| 07                                               | Viborg HK            | 26     | 30     |
| 08                                               | Team Tvis Holstebro  | 26     | 29     |
| 09                                               | Aalborg HSH2         | 26     | 27     |
| 10                                               | Team Helsinge        | 26     | 20     |
| 11                                               | Ikast/Bording EH (N) | 26     | 15     |
| 12                                               | Århus HK (N)         | 26     | 14     |
| 13                                               | Otterup HK (N)       | 26     | 11     |
| 14                                               | HK Roar              | 26     | 04     |
| Quelle: haandboldligaen.dk, Stand: 30. Juni 2001 |                      |        |        |

1Anmk.: Virum-Sorgenfri HK verzichtete auf einen Start im Europapokal, so dass Skjern Håndbold diesen Platz erhielt.
2Anmk.: Aalborg HSH übernahm vor der Saison die Lizenz von Vadum IF.
| Legende |                                                          |
| (M)     | Dänischer Meister der Vorsaison                          |
| (N)     | Aufsteiger aus der der 1. Division                       |
|         | Dänischer Meister 2000/2001                              |
|         | qualifiziert für den EHF-/Challenge-Cup 2001/02          |
|         | qualifiziert für den Europapokal der Pokalsieger 2001/02 |
|         | Relegationsplatz                                         |
|         | Abstiegsplatz                                            |

## Finalspiele

### Halbfinale
Im 1. Halbfinale setzte sich KIF Kolding gegen Virum-Sorgenfri HK mit zwei Siegen 26:22 zu Hause und 29:25 auswärts durch.
Im 2. Halbfinale setzte sich GOG gegen Frederiksberg IF in drei Spielen (31:26, 24:26, 21:18) durch.

### Finale
In den Finalspielen setzte sich KIF Kolding mit zwei Siegen gegen GOG 26:22 zu Hause und 31:29 auswärts durch.

## Meistermannschaft
Zu Koldings Meistermannschaft gehörten Trainer Ingemar Linnéll sowie die Spieler Lasse Boesen, Claus Flensborg, Martin Jespersen, Lars Juul Mikelsen, Fredrik Ohlander, Bilal Šuman, Sebastian Seifert, Per Thomas Linders, Morten B. Thomsen, Ole Nielsen, Patrick Westerholm, Kenneth Jørgensen, Boris Schnuchel, Peter Eskildsen, Frank Mogensen und Martin Jespersen.